# 17198 Gorjup
Gorjup (asteroide 17198) é um asteroide da cintura principal, a 2,0465475 UA. Possui uma excentricidade de 0,1022604 e um período orbital de 1 257,17 dias (3,44 anos).
Gorjup tem uma velocidade orbital média de 19,72681724 km/s e uma inclinação de 3,28774º.
Este asteroide foi descoberto em 3 de Janeiro de 2000 por LINEAR.